# Činčilákovití
Činčilákovití (Abrocomidae) je jihoamerická čeleď menších až středních, ne příliš rozšířených zvířat z řádu hlodavců. Nevelká čeleď je rozdělena do dvou rodů se stejným českým pojmenováním činčilák, je nejblíže příbuzná čeledi činčilovitých.

## Rozšíření
Jsou to „kožešinová zvířata“ obývající horské oblasti And na jihu Peru, v Bolívii a na severu Chile i Argentiny. V minulosti byla tendence tato zvířata lovit pro kožešinu, žijí však v malých počtech v těžce dostupných místech a lov se nevyplácel. Druhy rodu Abrocoma jsou považovány za pozemní, druh rodu Cuscomys tráví hodně času na stromech; některé byly přírodovědci objeveny a popsány teprve nedávno a vyskytují se tak vzácně, že o nich není mnoho údajů. Jsou spatřovány v horských oblastech, v lesích nebo na jejích křovinatých okrajích či chudých pastvinách v nadmořské výšce od 1800 po 5000 m, mnohé jsou známe jen z velmi malých areálů.

## Popis
Svým chlupatým kožíškem se podobají činčilám, tělesně a hlavně protáhlým čenichem však připomínají krysy, válcovitý a hustě osrstěný ocas je kratší než tělo. Největší druhy dosahují délky až 35 cm a váhy 910 g, nejmenší jsou velké 18 cm a váží 300 gramů.
Mají velké oči stejně jako zakulacené ušní boltce, nohy krátké a na předních mají čtyři a na zadních pět prstů s rozličně velkými drápy. Okolo středních prstů na zadních nohou rostou tuhé štětiny používané pravděpodobně k čištění srsti. Našlapují na měkké polštářky s malými hrbolky, které usnadňují šplhání po kamenech i kůře stromů.
Pravděpodobně všechny druhy žijí v malých koloniích a ukrývají se v norách, kde vrhnou mláďata. Jsou to vegetariáni živicí se trávou, listy, květy i větvičkami.

## Taxonomie
Dvourodá čeleď činčilákovití je tvořena těmito druhy:
- rod Abrocoma, Waterhouse, 1837
- rod Cuscomys, Emmons, 1999